# 奧林匹亞宙斯神像

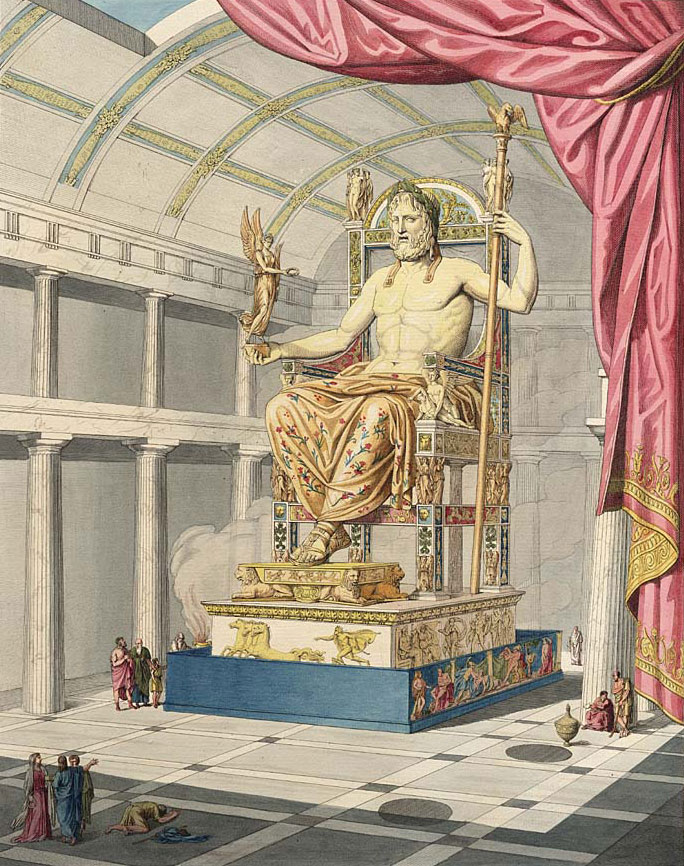
奧林匹亞宙斯神像想像圖

37°38′16.3″N 21°37′48″E / 37.637861°N 21.63000°E
奧林匹亞宙斯神像（希臘語：Άγαλμα του Ολυμπίου Διός），位于希臘奥林匹亚遗址奧林匹亞宙斯神廟内，是古希臘雕刻家菲迪亞斯的作品。大約建造于公元前457年。雕刻的是希臘神話中的眾神之神宙斯。该神像也是當時世上最大的室內雕像，神像放置于由乌木、象牙、黄金和宝石打造的精致的雪松宝座上。神像在5世紀失蹤，只能通过硬币上的图案和古代描述来重建。根据12世纪的传说，这座神像于公元5世纪位于君士坦丁堡，并于475年在一场大火中被毁。

## 描述
这尊坐像约高达12公尺，占据了侧廊一半的空间。“看上去宙斯就像要站起来一样”，地理学家斯特拉波在公元1世纪这样写道“他似乎要打开神庙的屋顶”，宙斯神像是一尊以象牙和金饼制成的克里斯里凡亭雕像。虽然在附近的伊利斯和罗马铜币上出现过宙斯神像的图画，但是没有关于神像的大理石或青铜的复制版得以幸存下来。一位公元2世纪的旅行者保萨尼亚斯详细地描述了神像以及它的底座。神像有以黄金制成的橄榄冠，坐在用杉木制成的宏伟的宝座上，并饰以黄金、象牙和乌木以及各种珍贵的宝石。在宙斯的右手上有一座小的戴着皇冠的尼刻－神话中的胜利女神，这座小雕像也是以黄金和象牙制成的。它的左手拿着一根黄金制成的权杖，旁边还有一只鹰。普魯塔克在他的《卢基乌斯·埃米利乌斯·保卢斯·马其顿尼库斯传》中记录到一次埃米利乌斯·保卢斯对马其頓王国的胜利，当他凝视着神像时，“他的灵魂受到了触动，似乎他真正亲眼见到了神明”，1世纪的演说家金嘴狄翁称，只需一瞥，人们便将忘记所有烦恼。

## 歷史
虽然神像的确切建造时间已经不可考，但是通过对于神像建造工厂的考古发掘可以推断出这座神像的建造时间大致位于公元前5世纪。

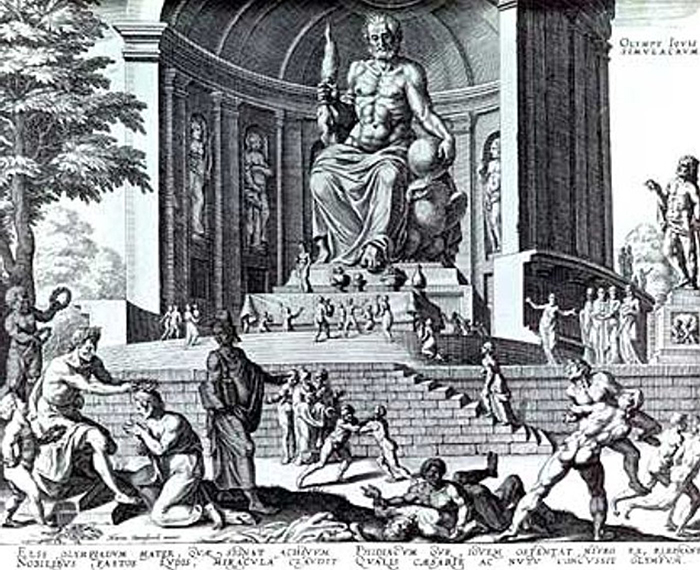
菲迪亞斯雕的宙斯神像的想像復原圖版畫，這是1572年Philippe Galle根據Maarten van Heemskerck的畫製成的作品
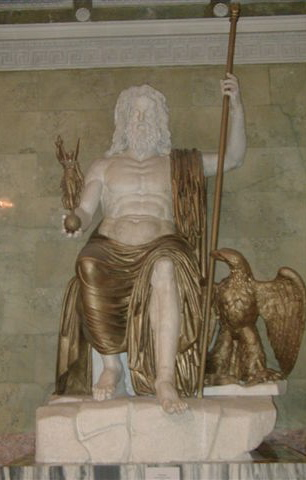
羅馬版《坐著的宙斯》，材質為象牙與青銅（經過重建），仿自菲迪亞斯的風格。（收藏於俄羅斯埃尔米塔日博物馆）